# Deadhorse
Deadhorse – obszar niemunicypalny (ang. unincorporated area) w dystrykcie North Slope, w stanie Alaska, w Stanach Zjednoczonych, położony w pobliżu wybrzeża Morza Arktycznego. Większość obiektów w mieście przeznaczona jest dla pracowników zatrudnionych na polach naftowych w Prudhoe Bay. Dodatkowo w Deadhorse znajduje się niewielka baza turystyczna.
W pobliżu Deadhorse znajduje się północny kraniec autostrady Dalton Highway, biegnącej z południa, z okolic miasta Fairbanks oraz lotnisko Deadhorse Airport.